# 西園寺八郎
西園寺 八郎（さいおんじ はちろう、1881年〈明治14年〉4月22日 - 1946年〈昭和21年〉7月1日）は、日本の宮内官僚、政治家。位階・勲等・爵位は従二位勲一等公爵。

## 来歴
旧長州藩主・公爵毛利元徳の八男として誕生する。1899年（明治32年）7月、学習院中等科を卒業。同年、伊藤博文、井上馨らの仲介により、公爵西園寺公望の養子となった。西園寺家と毛利家には、西園寺実輔の生母が長州藩主・毛利秀就の娘であったり、西園寺賞季の娘が長府藩主・毛利匡芳に嫁いだなどの関係があった。その後、ドイツのボン大学に留学した。ドイツではヨハネス・ユストゥス・ライン家に寄宿した。1906年（明治39年）公望の長女・新と結婚した。公望がヴェルサイユ講和会議に首席全権として渡仏した際は、妻と共に随行している。
1909年（明治42年）、桂太郎の内閣総理大臣秘書官に就任する。1914年（大正3年）、宮内省式部官に就任する。式部職庶務課長、式部次長を経て、1926年（大正15年）に主馬頭となる。また、1921年（大正10年）からは東宮職御用掛も兼任し、皇太子時代の昭和天皇を補佐した。一方、1920年（大正9年）10月に妻の新が亡くなると、次第に公望と疎遠になっていく。
1921年（大正10年）2月、麻布飯倉片町の自宅に抹殺社を名乗る暴漢6名が押し入り、皇太子裕仁親王の欧州訪問阻止のため随行予定の八郎を斬るとする斬奸状を読み上げたうえ斬りつけるという暗殺未遂事件が起こった。八郎は負傷したが、駆け付けた警察により犯人らは逮捕された。皇太子の渡欧に随行し、訪英時には、プロゴルフの試合を初めて観戦したことで知られる。
1926年（大正15年）、内大臣牧野伸顕の宮内省組織刷新に反発し、牧野の失脚をはかるものの、失敗する。1928年（昭和3年）、勲一等瑞宝章受章。1933年（昭和8年）、主馬頭を辞して宮内省御用掛（勅任待遇）となる。公望の死去により、1940年（昭和15年）12月28日、家督を相続し貴族院公爵議員に就任。1941年（昭和16年）、長男の公一がゾルゲ事件に連座したため廃嫡、不二男を後継者とした。
1946年（昭和21年）4月18日、貴族院議員を辞職した。同年、7月1日に死去。満65歳没。墓所は多磨霊園(8-1-1-6)。

## 人物
剣道の達人だった（前記の暴漢乱入時には、護身用仕込杖で応戦している）が、気が短く口より先に手が出る性格だった。そのようなことから、宮内省内で「高等ごろつき」というニックネームがつけられた。
皇太子時代から昭和天皇を熱心にサポートし、本職の式部次長・主馬頭よりも東宮職御用掛として東宮御所に伺候することに時間を費やした。行啓等の下準備にも介入し、越権行為とみなした東宮侍従との軋轢は新聞ネタにもなった。

## 栄典
- 1907年（明治40年）5月10日 - 正五位[16]
- 1916年（大正5年）1月19日 - 勲五等双光旭日章[17]
- 1920年（大正9年）9月7日 - 勲四等旭日小綬章[18]
- 1921年（大正10年）10月5日 - 勲三等旭日中綬章[19]
- 1940年（昭和15年）8月15日 - 紀元二千六百年祝典記念章[20]

外国勲章佩用允許
- 1916年（大正5年）2月15日 - ロシア帝国：神聖アンナ第二等勲章[21]
- 1917年（大正6年）2月24日 - オランダ王国：オランジナッソー第三等勲章（英語版）[22]
- 1918年（大正7年）3月3日 - 中華民国：三等嘉禾章[23]
- 1920年（大正9年）2月10日 - ローマ教皇庁：サンシルベストル第二等勲章[24]
- 1921年（大正10年）9月11日[25]
  - 大英帝国：ヴィクトリア勲章コマンダー
  - フランス共和国：レジオンドヌール勲章オフィシエ
  - ベルギー王国：レオポール第二世勲章コマンドール
  - オランダ王国：オランジュナッソー勲章（英語版）グランオフィシエ
  - イタリア王国：クーロンヌ勲章（英語版）グランオフィシエ
  - ローマ教皇庁：サングレゴアル勲章グランクロア
- 1924年（大正13年）5月19日 - フランス共和国：ドラゴンドランナン勲章グランオフィシエ[26]
- 1926年（大正15年）10月21日 - スウェーデン王国：エトアルポレール勲章（英語版）グランクロア[27]
- 1929年（昭和4年）7月22日 - 大英帝国：ヴィクトリア勲章ナイトコマンダー[28]

## 系譜
注釈が無い限り霞会館 1996, p. 621を参照している。
- 妻：西園寺新（1886年12月20日 - 1920年1月10日）との間に3男3女がいる。
  - 長男：西園寺公一（ゾルゲ事件に連座した際に廃嫡）
  - 次男：西園寺二郎
  - 長女：西園寺愛子
  - 三男：西園寺不二男
  - 次女：住友春子（住友友成夫人）
  - 三女：阿部美代子（阿部一蔵夫人）